# Danny Marino (chanteur)
Danny Marino, nom de scène de Salvatore Mezzasalma (né le 29 mars 1936 à Tunis, mort le 16 septembre 2003 à Hambourg) est un chanteur ayant fait carrière en Allemagne.

## Biographie
Salvatore Mezzasalma naît à Tunis d'une mère française et d'un père italien et grandit en Tunisie jusqu'à l'âge de 16 ans.[réf. nécessaire]
Il étudie la philosophie à la Sorbonne à Paris. Il s'installe à Hambourg au milieu des années 1950 avec un combo de danse italienne. Danny Marino, comme il se fait appeler maintenant, a un engagement permanent en tant que chanteur et artiste du célèbre bar dansant Tarantella dans l'hôtel Esplanade de Hambourg. Pendant les mois d'été, il se produit également sur des bateaux de croisière.[réf. nécessaire]
En 1957, Heliodor, une filiale de Polydor, découvre le chanteur. Le label, dont les disques sont moins chers que ceux de la maison-mère, sort cinq singles avec des versions de reprises de tubes internationaux de Brook Benton, Tony Dallara et Domenico Modugno, et deux compositions de Gerhard Winkler. La chanson Je suis comme ça – So bin ich composée par Martin Böttcher que Marino interprète dans le film L'Ange sale (de) paraît en disque en 2007.
En 1959, Danny Marino signe un contrat avec le label Metronome, il enregistre également principalement du schlager folklorique, mais aussi la chanson Mackie Masser. Mais même les trois singles de chanson et de schlager sortis par Ariola en 1960-1961 n'apparaissent pas dans les hit-parades. Avec le titre Die Welt hat sieben Wunder (paroles et musique de Heinz Korn), il participe au Deutsche Schlager-Festspiele 1961. Au cours de la même période, il enregistre plusieurs EP pour le marché français à Paris sous le nom de Jacques Danny.
En 1962, Marino fonde le club Danny’s Pan à Hambourg-Eimsbüttel avec son frère Fabio et sa femme. En 1966, il déménage dans le Kontorhaus Leder-Schüler à Hambourg. Le club devient une attraction d'importance nationale pour les nouveaux auteurs-compositeurs et la scène folk allemande. Reinhard Mey, Hannes Wader, Insterburg & Co., Otto Waalkes et Mike Krüger font leurs premiers pas dans le Pan. Un peu plus tard, des succursales sont créées à Berlin, Düsseldorf et Munich (Song-Parnass im Unionsbräu). Danny Marino s'y produit avec ses propres traductions de chansons de Jacques Brel et Georges Brassens, ce qui lui vaut le titre d'ambassadeur de la chanson à Hambourg. En 1966, il enregistre le LP Der schlechte Ruf – Danny singt Chansons von Georges Brassens qui le rendent célèbre du jour au lendemain et avec lequel il se retrouve dans la liste des meilleures ventes.
Les bars ferment progressivement dans les années 1970. Au milieu des années 1990, Marino déménage au Maroc, où il dirige une agence de publicité à Agadir. En septembre 2003, Marino appauvri meurt des suites d'une longue maladie au centre hospitalier universitaire de Hambourg-Eppendorf. Des compagnons et amis lui donnent une dernière demeure au cimetière d'Ohlsdorf. Grâce au produit d'une collecte de fonds, une pierre tombale est acquise en 2006.

## Discographie
Singles (Deutschland)
- Gin-Gin-Gin Gino / Toreador (1958, Heliodor)
- Bambina / Bleib bei mir, Forestiere (1958, Heliodor)
- Ja, das ist Italia / Musica, Musica (1958, Heliodor)
- Gassenjungen von Napoli / Sterne müssen wandern (1958, Heliodor)
- Come Prima / O Rondinella (1959, Heliodor)
- Wenn die Wolken zieh’n / Tanze Mathilda (1959, Metronome)
- Mäckie Messer / Maliziusella (1959, Metronome)
- Carissima / Conchita Rosita (1959, Metronome)
- Adieu, Adieu, auf Wiedersehen / Der Franzos’ aus Paris (1959, Metronome)
- Der Unglücksrabe / Al Ca (1959/1960, Metronome)
- Du bist so jung / Mais Oui, Mais Oui (1960, Ariola)
- Carolina Dai / Mary Miller (1961, Ariola)
- Die Welt hat sieben Wunder / Zehn Minuten noch... (1961, Ariola)
- Sascha / Santa Fé (1963, Polydor)
- Blue Bayou / Bald geh’n die Lichter aus (1963, Polydor)
- Das Miststück / Das Lenchen (1968, Metronome)
- Gib mir die Hand / Kanaille (1974, Antagon)

Albums
- Der schlechte Ruf – Danny singt Chansons von Georges Brassens (1966)
- Danny's Lieder No. 1 (Chansons de Winfried Siebert et Danny Marino) 1973
- Doch mit der Zeit (deutsche Chansons) 1978
- Blue Bayou (2007, Bear Family Records)